# Antonio Carro
Antonio Carro Martínez, né le 3 mai 1923 à Lugo et mort à Madrid le 10 avril 2020, est un homme politique espagnol, ministre de la Présidence dans le Quinzième et dernier gouvernement de Francisco Franco.